# 外部效度
外部效度（External Validity），是指实验结果类推到其他母体或环境的有效性（普遍适应性）。

## 简介
外部效度是基于特殊科学实验的处理外部有效性，而对实验能否可以类推到其他母体或环境的推断。较高的外部效度可视为：
1. 可以类推到实验的目标群体
2. 可以类推到与实验类似的其他群体

## 影响因素
- 实验环境（Reactive effects of experimental arrangements）：真实验是在严格的控制条件下进行的，实验环境的人为性可能使某些实验结果难以用来解释普遍情况[4]。
- 选择：被试背景的特定性可能使得样本很难代表母体[4]。
- 测量工具：实验者对实验中变量的操作定义往往以测量工具为基准，而实验材料和测验类型的差异可能使实验结论产生错误。
- 构想效度：关于关系变量及变量之间关系构想的准确性，以及实验变量在实验时的操作定义与推理时的定义的一致性程度。